# Luca Caldirola
Luca Caldirola, né le 1er février 1991 à Desio (Italie), est un footballeur italien qui évolue au poste de défenseur central à l'AC Monza.

## Carrière
Luca Caldirola signe le 26 juin 2013 au Werder Brême pour 2,5 millions d'euros.

## Palmarès

### En club
| Inter Milan - Tournoi de Viareggio - Vainqueur en 2008 (en) |  | Benevento Calcio - Championnat d'Italie D2 - Champion en 2020 |